# Alexandre Órion
Alexandre Orion (nascido em 1978, em São Paulo) é um artista de rua, artista multimídia e muralista Brasileiro.

## Biografia
Alexandre Orion nasceu em 1978, é artista multimídia e muralista. Realizou exposições individuais e murais nas principais capitais do mundo. No Brasil suas obras foram exibidas em espaços como Pinacoteca do Estado de São Paulo, Itaú Cultural, Centro Cultural Banco do Brasil, Caixa Cultural e diversas unidades do SESC. Realizou exposições e possui obras em acervos na Foundation Cartier pour l’art contemporain, em Paris, na Pinacoteca do Estado de São Paulo, no Itaú Cultural, no Deustche Bank e no Mad Museum, ambos em Nova York, no Milwaukee Museum, na Fundação Padre Anchieta, no Nelson-Atkins Museum of Art, no Spencer Museum of Art, entre outros.

## Trabalhos

### Metabiótica
Em Metabiótica, Alexandre Orion  escolhe um local da cidade, realiza uma pintura na parede e, com a câmera em punho, aguarda pelo momento em que as pessoas interagem espontaneamente com suas pinturas. Orion atribui à intervenção urbana uma dimensão na vida real, e promove o encontro (ou o confronto) entre realidade e ficção dentro do campo fotográfico.
É no momento decisivo de interação entre o pedestre e a imagem pintada que a fotografia de Metabiótica é gerada, contrapondo-se aos tradicionais quadros fotográficos que nos transmitem a falsa ideia de que tudo o que é fotográfico é real. Em Metabiótica a veracidade é posta em dúvida: as pinturas estão de fato nas paredes, as pessoas realmente passaram por ali e agiram espontaneamente, no entanto o que se vê nos sugere um tipo de montagem que não existiu.
Pintura e fotografia dividem um mesmo ambiente, como dois organismos inseparáveis e incompatíveis entre si.

### Espólio
Espólio é um projeto desenvolvido por Orion em que utiliza a poluição da queima de combustível como matéria prima para suas obras. Através de 3 séries, o artista faz uma crítica ao modo de vida contemporâneo: Ossário, Polugrafia e Poluição sobre muros.

#### Ossário
Ossário, série de intervenções realizadas em um túneis de São Paulo a partir de 2006. Durante 17 madrugadas, utilizando apenas retalhos de pano, removendo parte da grossa camada de poluição que impregnava as laterais do túnel. Limpando seletivamente a fuligem despejada pelos carros, Orion fazia com que caveiras aparecessem nas paredes. O túnel foi transformado em catacumba. Mais de 3500 crânios desenhados a mão se amontoavam para nos lembrar que a mesma fuligem negra impregnada no túnel escurece também nossos pulmões e nossas vidas. Orion trouxe à tona o sítio arqueológico de nós mesmos. 
Durante cada madrugada de trabalho, ele experimentou o barulho ensurdecedor, a sensação sufocante do ar imóvel e as inúmeras abordagens policiais. Mas limpar não é crime. À medida que Orion avançava, ficava explícito o único modo de interromper a “limpeza” feita por ele, era limpar também. Semanas depois, equipes da prefeitura apareceram para remover apenas a fuligem da área ocupada pela intervenção. O restante do túnel permaneceu sujo. Como se nada tivesse acontecido, Orion continuou o trabalho até a prefeitura voltar. Desta vez, a lavagem foi completa. O crime era outro: censura.
Depois da intervenção, todos os túneis da cidade foram limpos. Com assustadora rapidez, cada parede lavada tornou a ficar negra. A mensagem de Ossário já havia sido dada. De volta aos túneis, ele desenha os crânios e com os retalhos de pano que usa, recolhe a fuligem. Então, ele lava os panos, espera a fuligem decantar e a água evaporar até que reste apenas o pó negro expelido pelos escapamentos. Essa substância tóxica que parecia não ter utilidade é transformada em pigmento e usada nas obras da série Espólio.

#### Polugrafia
Série de gravuras que utiliza uma técnica criada e batizada pelo artista de Polugrafia: gravuras feitas com poluição. As obras são impressas diretamente nos escapamentos de caminhões, utilizando uma técnica inédita criada pelo artista após mais de 3 anos de pesquisa. O processo consiste na criação de uma estrutura metálica que carrega uma matriz com a imagem a ser impressa e uma tela de algodão onde a imagem será fixada. O equipamento é acoplado ao escapamento dos veículos durante períodos que variam entre um dia e uma semana. Conforme o veículo circula pela cidade, a fuligem produzida pela queima de combustível atravessa a matriz metálica e atinge o tecido imprimindo os retratos criados por Orion.

#### Poluição sobre muro
Murais públicos realizados pelo artista. As pinturas dessa série utilizam como pigmento somente a fuligem coletada durante a intervenção Ossário. O subproduto coletado na intervenção se torna pigmento e retorna para o espaço público na forma de pintura. Em São Paulo, o mural Apreensão foi pintado no CEU Navegantes, no distrito do Grajaú (distrito de São Paulo).

### Lampoonist
Neste projeto, ao mesclar a técnica publicitária à estética do graffiti, o artista dilui as fronteiras entre as linguagens e traz ambas para um único foco de discussão. Não se trata de apropriação, mas sim, de diluição, de justaposição para a criação de um novo repertório.
As obras da série Lampoonist são um híbrido entre marginal e oficial, entre informal e institucional. Criam uma ponte luminosa para a escrita sombria das ruas desfilar e, sem qualquer concessão, revelam a beleza dessa estética transgressora.
Em sua busca conceitual, Orion utiliza as intrincadas formas das escritas marginais para apresentar de maneira cifrada palavras que referem-se ao mundo das artes, que definem características estéticas ou movimentos artísticos, tais como Kitsch, Naif e Rupestre.

### Memo
MEMO resgata a técnica de pintura empregada por Orion no início de sua atividade artística, quando andava pelas ruas da cidade com a mochila carregada de sprays. 
Elas são, como Orion as chama, “autorretratos coletivos” dos inúmeros encontros que a rua lhe proporcionou. São a memória intersubjetiva do rosto, do outro como espelho de troca em que o artista reflete suas vivências na rua.

### Zapping
Zapping revela um incômodo visual, uma falta. Construídas em peças de PVC expandido recortadas, a cor turquesa aplicada como background resulta em um efeito similar – em técnica e conceito – ao do cromaqui de televisão: aquilo que se vê (ou que se escolhe ver) é sempre uma construção. 
O turquesa é usado em todas as peças propondo uma relação conceitual com a ausência, a abstração, a invisibilidade e, até mesmo, com a camuflagem e mimetismo. Como no cromaqui usado nos falsos cenários, o espectador pode preencher esse vazio, com a imagem mental que melhor lhe convier.
O trabalho apresenta uma relação explícita com a velocidade e a repetição. Com imagens dispostas repetidamente quadro a quadro, Orion disseca o movimento à semelhança dos arquivos conhecidos como GIFs, amplamente utilizados nas redes sociais. Com isso, provoca uma reflexão sobre o frenesi e liquidez com o qual a sociedade contemporânea se relaciona com as imagens e com a identidade humana diante dos vínculos criados entre as pessoas nessas interfaces.

## Murais
Orion é especialista na técnica de perspectiva forçada, na qual a pintura, quando vistas de um local específico, se forma perfeitamente independente da superfície ser totalmente irregular. Tem murais em diversas capitais do mundo.

## Publicações
Orion tem dois livros publicados:
Metabiótica, Via das Artes, 2006
Espólio, Tela.tv, 2013
Tem entrevistas e obras publicadas em mais de 10 línguas, por editoras internacionais como Thames and Hudson, Taschen, Éditions de la Martinière, Phaidon, Die Gestalten, Daab, Laurence King Publishers, Edelbra, Rotovision, Dokument Press, University of Toronto Press, Saraiva, Sigongart, Vivays Publishing, Tamesis, Eken Press entre muitas outras.

## Artigos publicados
Artigos em inglês: 

Artigos em alemão: 

Artigos em sueco: 